# General Federation of Trade Unions
Die General Federation of Trade Unions (GFTU) ist ein gewerkschaftlicher Dachverband von Gewerkschaften im Großbritannien. Sie versteht sich als Dachverband von 35 Fachgewerkschaften mit etwa 214.000 Mitgliedern.  

## Gewerkschaften

### Volle Mitglieder
- Association for College Management
- Association of Educational Psychologists
- Bakers, Food and Allied Workers Union
- Broadcasting, Entertainment, Cinematograph and Theatre Union (BECTU)
- Card Setting Machine Tenters' Society
- COMMUNITY (formerly ISTC & KFAT)
- Connect (trade union) (formerly STE)
- Community and Youth Workers' Union
- Engineering and Fastener Trade Union
- General Union of Loom Overlookers
- Institute of Football Management Administration
- League Managers Association
- Musicians' Union
- NACODS
- National Association of Probation Officers (NAPO)
- National Union of Journalists
- Professional Cricketers Association
- Professional Footballers’ Association
- Professional Rugby Players Association
- Retail Book, Stationery and Allied Trades Employees Association
- Unity (formerly CATU)

### Assoziierte Mitglieder
- AMICUS Metal Mechanics Sector
- AMICUS Scalemakers Craft Section
- AMICUS UTW
- GMB Clothing and Textile Section
- GMB Construction, Furniture, Timber and Allied Section
- GMB Scottish Lace and Textile Workers' Branch
- PCS DCA AMO Group
- TGWU Asphalt Workers Branch
- TGWU Craft/Staff Branch
- TGWU Jute and Flax Branches
- TGWU National Association of Licensed House Managers – National Branch
- TGWU National Lock and Metal Workers Branch
- TGWU Northern Carpet Trades' Union
- TGWU Yorkshire Association of Power Loom Overlookers' Branch
- TGWU Lancashire Box, Packing Case and General
- Woodworkers' Society Branch